# Tuyên ngôn độc lập Triều Tiên

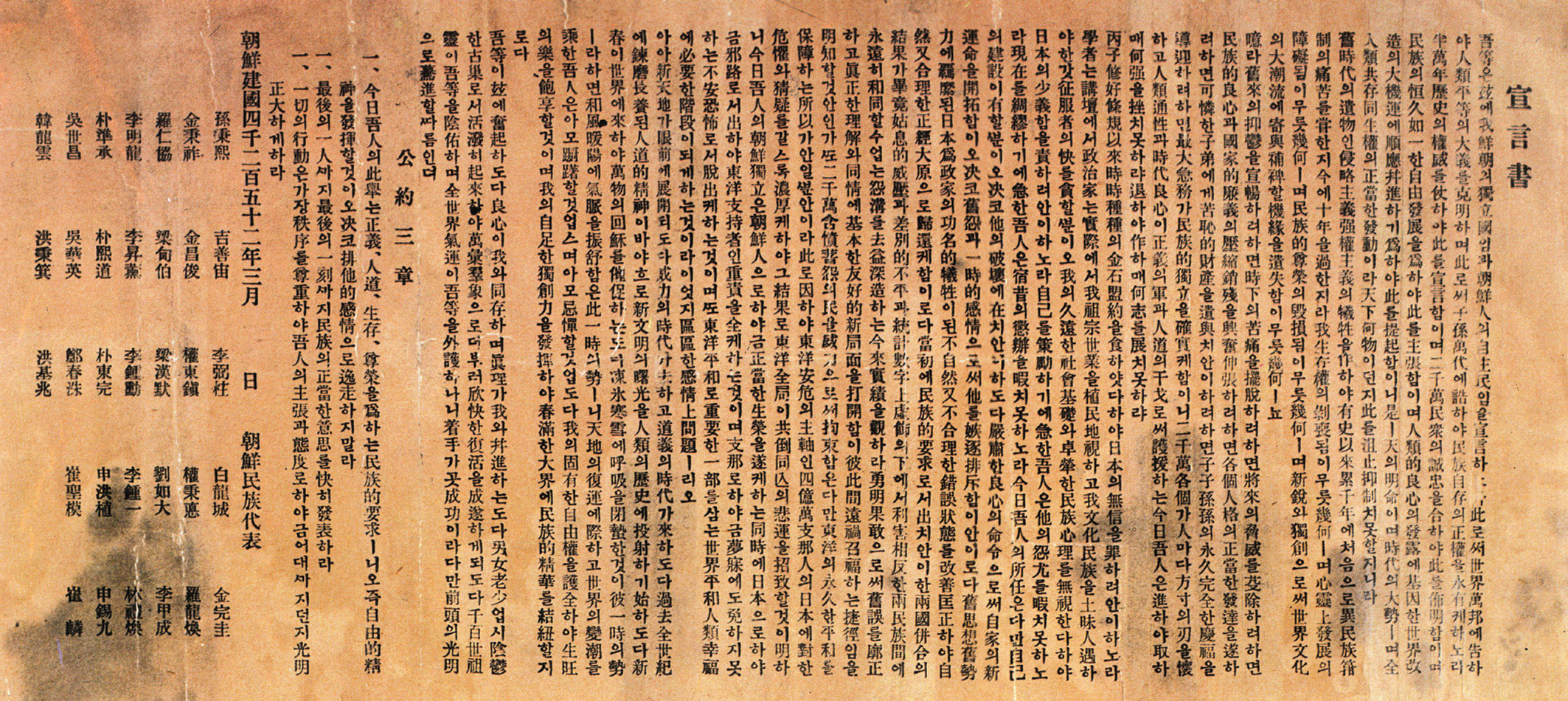
Toàn văn tuyên ngôn

Tuyên ngôn độc lập Triều Tiên được thông qua bởi 33 đại diện dân tộc gặp nhau tại nhà hàng Taehwagwan, Insa, Jongno, Seoul vào ngày 1 tháng 3 năm 1919, sau chiến tranh thế giới thứ nhất, trong đó tuyên bố rằng bán đảo Triều Tiên sẽ không còn chịu sự cai trị của Đế quốc Nhật Bản.
Đây là sự khởi đầu cho Phong trào 1 tháng 3 cũng như nền tảng của việc thành lập Chính phủ Lâm thời Đại Hàn Dân Quốc một tháng sau đó. Tuy nhiên, gần 30 năm sau, nền độc lập thực sự của Hàn Quốc mới đến sau sự thất bại của Đế quốc Nhật Bản trong chiến tranh thế giới thứ hai.